# (25470) 1999 XW35
1999 أكس دابليو 35 (ويعرف أيضًا باسم (25470) 1999 أكس دابليو 35 وفق تسمية الكوكب الصغير) (بالإنجليزية: 1999 XW35)‏ هو كويكب ضمن حزام الكويكبات؛ وترتيبه 25470 من حيث الاكتشاف.
اكتُشف هذا الجُرم الفلكي بواسطة Jaume Nomen ‏ في 6 ديسمبر 1999.

## وصلات خارجية
- (25470) 1999 XW35 في قاعدة بيانات مختبر الدفع النفاث لأجرام النظام الشمسي الصغيرة

- الاكتشاف · مخطط المدار ·  العناصر المدارية · المعلمات المادية

- (25470) 1999 XW35 على موقع ويكي سكاي: DSS2, SDSS, GALEX, IRAS, Hydrogen α, X-Ray, Astrophoto, Sky Map, Articles and images